# Озерјанска Богородица
Озерјанска икона Богородице је икона Пресвете Богородице која се поштује у Православној цркви. Главна је светиња и заштитница града Харкова и Источне Украјине.
Икона се прославља 30. октобра (по јулијанском календару) и на Антипасхалну недељу (покретно).

## Историја иконе
Према црквеном предању, слика је откривена крајем 16. века у близини села Озерјани малоруском сељаку који је косио траву и случајно преполовио лик Богородице косом... Схватајући да је његов чин, макар и ненамеран, био ужасан за њега и за оне око њега, подигао је обе половине иконе, с поштовањем је ставио у угао код куће, запалио свећу пред њима и ујутру нашао икона нетакнуту, остао је само танак траг реза.
Теодор, свештеник села Мерета, удаљеног 3 километра од Озерјанке, подигао је цркву у име Рођења Пресвете Богородице у близини места где се икона појавила, где је икона била постављена, која је временом показала многа чуда. Теодор је уступио земљу која му је припадала архимандриту Свјатогорског манастира Севастијану (Јухновском), који је основао Озерјански манастир на месту појаве иконе.
Године 1787. укинут је скит Озерјанске Богородице. Озерјанска икона Богородице пренета је најпре у Курјашки манастир, а након његовог укидања 1788. године у Харковски Покровски манастир, где је остала до 1797. године, када је, након обнове Курјажског манастира, поново тамо враћена. 
16. октобра 1843. године, на основу извештаја главног тужиоца Светог синода, цар Николај Павлович је одобрио захтев становника Харкова да се уведе верска литија за преношење Озерјанске иконе Богородице из Курјажског манастира у Харковски Покровски храм за зиму. Верске литије је требало да се одрже 30. септембра (од Курјажа до Харкова) и 22. априла (од Харкова до Курјажа) у складу са крсним празницима Харковске Покровске саборне цркве (1. октобар) и манастира Курјаж (април). 23). Ових дана престале су активности на јавним местима, ђаци су пуштени са наставе, становници града и околних насеља хрлили су у сусрет чудотворној икони. Поворку је пратило свечано појање и звоњава звона са харковских цркава.
Први верски ход са чудотворном иконом од Курјажа до Харкова обављен је 30. септембра 1844. године. Дан раније је у Харковском покрајинском гласнику описан редослед селидбе. Ујутру је манастир био испуњен ходочасницима. У 9 часова изнета је чудотворна икона из манастирске цркве. 4 верста од града пут је био прекривен ходочасницима. Коначно, света поворка је стигла до Холодне Горе (узвишена област Харкова), где је хиљаде људи очекивало да ће срести чудотворну икону. Овде су се ујединила два потока – они који ходају са иконом и људи који је чекају. Скоро целокупно становништво Харкова и околних села похрлили на овај духовни празник.
Почасни грађанин Харкова, трговац Никита Павлов, поднео је 1863. године захтев Светом синоду за дозволу да се чудотворна икона Богородице Озерјанке пренесе у Озерјанку. Изграђена је капела на Холодној гори, која је касније претворена у парохијску цркву.
У септембру 2010. године, реконструисана икона Озерјанскаја је окружена литијом око Харкова као бранилац града.
О судбини Озерјанске иконе у совјетско време се готово ништа не зна. Постоје изоловани спомени пре 1926. године. Последњи верски ход са иконом обављен је од 31. августа до 18. септембра 1926. године на релацији Полна – Бели Колодеж – Волчанск – Графское и назад.
Сачуване су две старе копије Озерјанске иконе Богородице: једна у Саборној цркви Светог Благовештења у Харкову, друга у Светоозерјанској парохијској цркви на Холодној Гори.